# Henk Rebel
Hendrik (Henk) Rebel (Huizen, 29 juli 1937 – Stadskanaal, 12 februari 1998) was een Nederlandse burgemeester. Hij was lid van de ARP en het CDA.

## Leven en werk
Dr. Rebel promoveerde in 1969 aan de Universiteit Utrecht op een proefschrift in de organische scheikunde. Zijn politieke loopbaan begon in 1972 toen hij gekozen werd als raadslid van Huizen. In 1973 werd hij benoemd tot wethouder aldaar. Zijn burgemeesterscarrière begon in 1986 toen hij werd benoemd tot burgemeester van Bunnik. In 1992 volgde zijn benoeming tot burgemeester van Stadskanaal. Een vertrouwensbreuk met de Stadskanaalster wethouders leidde in 1996 tot zijn voortijdig ontslag als burgemeester. De wethouders dienden, met instemming van de gemeenteraad, hun beklag over de burgemeester in bij de commissaris van de Koningin in Groningen Vonhoff. Daarop besloot Rebel om zijn functie per 1 mei 1996 neer te leggen.
Rebel overleed twee jaar later in 1998 en werd als burgemeester van Stadskanaal opgevolgd door Jur Stavast, die in 1996 al benoemd was tot waarnemend-burgemeester.